# Clan Hachisuka
Il clan Hachisuka (蜂須賀氏?, Hachisuka-shi) fu un clan Giapponese discendente dall'Imperatore Seiwa e dal clan Ashikaga attraverso il clan Shiba (Seiwa Genji).

## Storia
Ashikaga Ieuji (XIII secolo), figlio di Ashikaga Yasuuji, fu il primo ad adottare il nome Shiba. Questi erano Shugo (governatori) di varie province come Echizen e Owari, e durante lo shogunato Ashikaga era una delle tre famiglie (insieme agli Hosokawa e agli Hatakeyama) da cui veniva scelto il Kyoto Kanrei (primo ministro dello shōgun).
Shiba Masaaki, il discendente di Shiba Takatsune (morto 1367), si stabilì a Hachisuka, vicino al fiume Kiso al confine tra le province di Owari e Mino, e da qui prese il nome Hachisuka.
Nel XVI° secolo il clan Hachisuka divenne famoso grazie al suo capo Hachisuka Koroku. Suo zio deteneva il castello di Hachisuka e visse per primo nel castello di Miyashiro, che era la casa della famiglia di sua madre. Koroku servì il clan Oda, risultando determinante in molte delle prime vittorie di Oda Nobunaga. In seguito divenne servitore di Toyotomi Hideyoshi.
Suo figlio Iemasa ricevette da Hideyoshi il dominio di Tokushima, la quale, per tutto il periodo Edo, divenne proprietà degli Hachisuka; furono uno dei pochi clan a mantenere la stessa proprietà terriera dall'inizio del periodo Edo fino alla sua conclusione, e riuscirono a mantenere un reddito costante di 258.000 koku.
Alla fine del periodo Edo il clan divenne oggetto di attenzione nazionale a causa del capo contemporaneo, Hachisuka Narihiro, figlio dell'undicesimo shōgun, Tokugawa Ienari. Il clan si schierò dalla parte del governo di Kyoto durante la guerra Boshin e contribuì con le truppe alla lotta nel nord, nonché ai compiti di sicurezza a Edo (Tokyo). Un anno dopo, dovette affrontare la lotta interna nota come ribellione di Inada, e fu sciolto pacificamente nel 1873 con il resto dei clan della nazione dopo l'abolizione del sistema han, a seguito della quale divennero Kazoku, o marchesi.

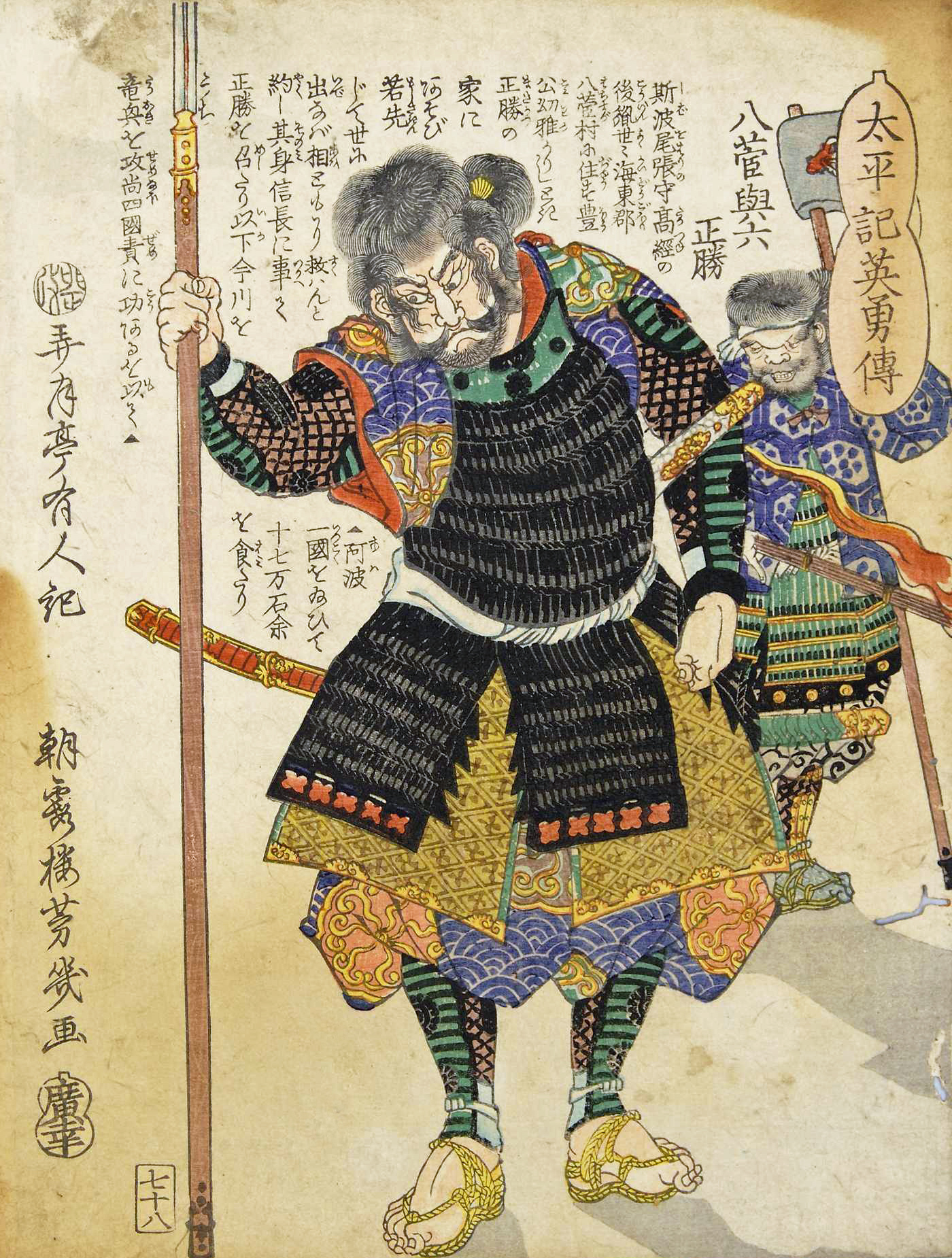
Hachisuka Masakatsu

## Membri importanti del clan
- Hachisuka Masatoshi (蜂須賀 正利?) (1504 – 1553)
- Hachisuka Masakatsu (蜂須賀 正勝?) (1525 – 1585) figlio di Masatoshi, noto come Hachisuka Koroku. Servì prima Saitō Toshimasa, poi Oda Nobunaga e infine Hideyoshi, il quale lo fece nominare Shūri no Daibu e gli conferì un reddito di 10.000 koku. Potrebbe aver partecipato alla costruzione del castello di Sunomata e alle campagne contro il clan Mōri. Nel 1585 Hideyoshi gli conferì la provincia di Awa come feudo, ma declinò a favore di suo figlio, Iemasa, continuando a servire come stretto consigliere Toyotomi.
- Hachisuka Iemasa (蜂須賀 家政?) (1558 – 1638) figlio di Masakatsu, seguiva il Cristianesimo. Prese parte alla spedizione inviata da Hideyoshi a Shikoku e si stabilì nel feudo di Tokushima ad Awa (1585). Prese anche parte alla guerra di Corea, e dopo il suo ritorno rassegnò le dimissioni dell'amministrazione dei suoi domini a favore di suo figlio Yoshishige.
- Hachisuka Yoshishige (蜂須賀 至鎮?) (1586 – 1620) figlio di Iemasa, si schierò con Tokugawa Ieyasu nel 1600; dopo la battaglia di Sekigahara ricevette il titolo di Awa no kami e le sue entrate salirono a 187.000 koku. Dopo l'assedio di Osaka (1615), l'isola di Awaji fu aggiunta ai suoi domini, il che aumentò le sue entrate a 258.000 koku. I suoi discendenti risiedettero a Tokushima fino alla restaurazione Meiji.